# Phrygilus
Ne pas confondre avec l'artiste de la Grèce antique Phrygillus.
Genre
Le genre Phrygilus regroupe des passereaux appartenant à la famille des Thraupidae.

## Liste d'espèces
D'après la classification de référence du Congrès ornithologique international (ordre phylogénique) :
- Phrygilus atriceps (Orbigny et Lafresnaye, 1837) - Phrygile à tête noire
- Phrygilus punensis Ridgway, 1887 - Phrygile du Pérou
- Phrygilus gayi (Gervais, 1834) - Phrygile à tête grise
- Phrygilus patagonicus Lowe, 1923 - Phrygile de Patagonie